# انگرونا (ویرجینیای غربی)
انگرونا (به انگلیسی: Angerona) یک منطقهٔ مسکونی در ایالات متحده آمریکا است که در شهرستان جکسون، ویرجینیای غربی واقع شده است. انگرونا ۱۷۷٫۰۹ متر بالاتر از سطح دریا واقع شده است.